# Réserve naturelle intégrale du Mont Nimba
La réserve naturelle intégrale du Mont Nimba est une réserve naturelle située aux confins de la Guinée, du Liberia et de la Côte d'Ivoire. 
Elle est classée depuis 1981 réserve de biosphère et site du patrimoine mondial de l'UNESCO.

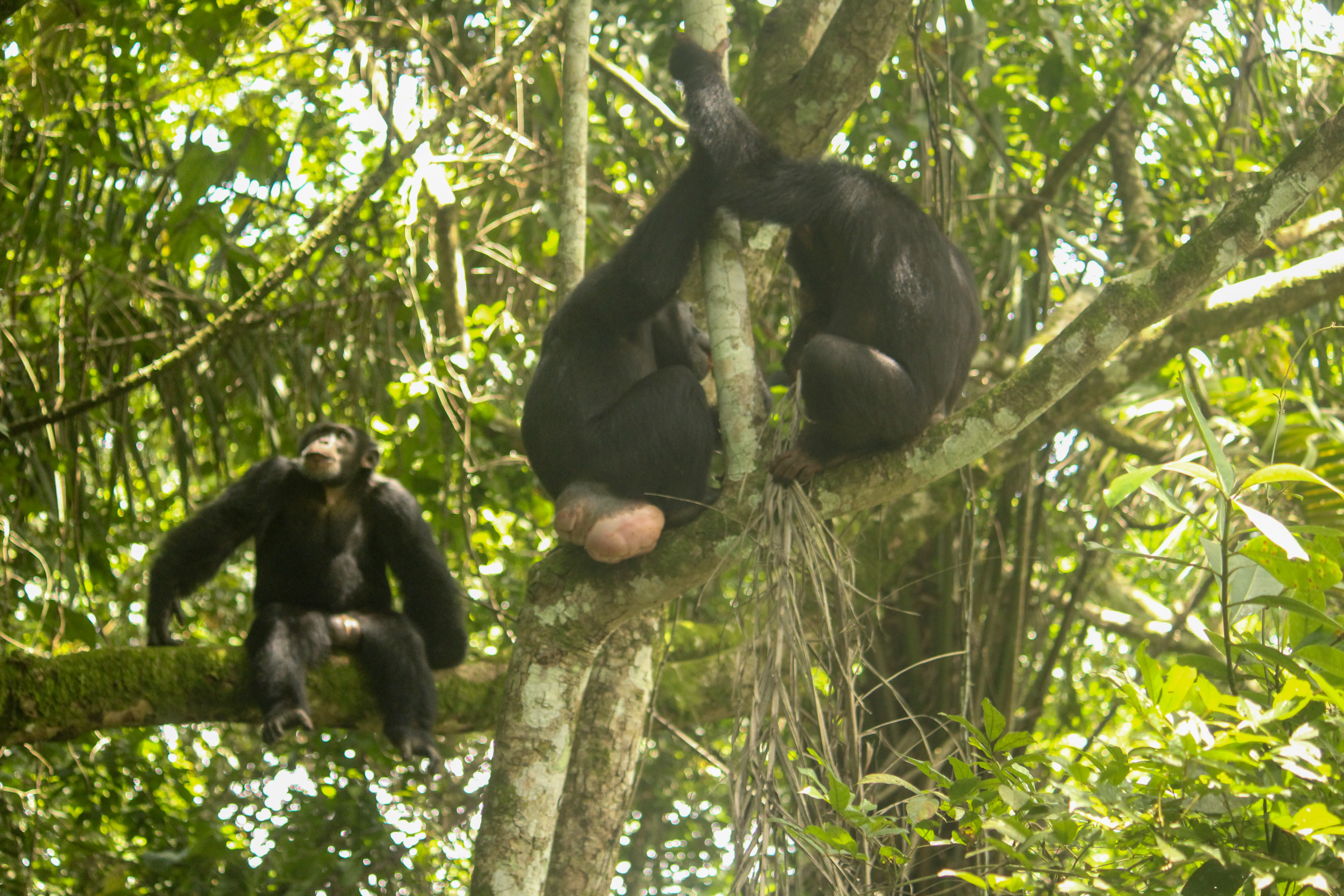
Chimpanzé de Bossou

La réserve est située sur le mont Nimba (1 752 m) qui domine les savanes environnantes et dont les pentes sont couvertes d'une forêt dense. Cette forêt recèle d'une flore et une faune particulièrement riches, avec des espèces endémiques comme le crapaud vivipare (Nectophrynoides occidentalis) ou les chimpanzés qui se servent de pierres comme d'outils.
Les villes et villages principaux les plus proches sont : Bossou, N'Zoo, Doromou.

## Histoire
La réserve naturelle intégrale du Mont Nimba est la première réserve naturelle intégrale de l'Afrique occidentale française (AOF). D'abord instituée en forêt classée le 13 décembre 1943, sa mise en réserve intégrale s'est faite par un décret datant du 5 juillet 1944.

## Description
La réserve naturelle intégrale du Mont Nimba est un véritable « château d’eau » avec une cinquantaine de sources entre la Côte d’Ivoire et la Guinée. Elle est dominée par une chaîne de montagnes qui plafonne à 1 752 m d’altitude au mont Nimba. Les pentes de celui-ci qui sont couvertes de forêt dense en contrebas d’alpages à graminées, regorgent d’une flore et d’une faune particulièrement riches en espèces endémiques. Avec une superficie totale de 17 540 ha, dont 12 540 ha en Guinée et 5 000 ha en Côte d’Ivoire, la réserve naturelle intégrale du Mont Nimba fait partie du domaine public des deux pays.
Cette réserve dispose d’une originalité et d’une diversité de peuplement animal et végétal des plus notables, non seulement pour l’Afrique de l’Ouest, mais aussi au niveau de tout le continent africain. 
Au niveau de la faune, la réserve abrite plus de 317 espèces de vertébrés dont 107 de mammifères et plus de 2 500 espèces d’invertébrés. Plusieurs de ces espèces sont endémiques du Mont Nimba. Notamment les deux espèces de crabes d’eaux douces Liberonautes lugbe et Liberonautes nimba, ainsi qu’une espèce de libellule (Paragomphus kiautai).
Les espèces menacées comme le Micropotamogale du mont Nimba (Micropotamogale lamottei), l'unique crapaud vivipare de mont Nimba (Nimbaphrynoides occidentalis) et les chimpanzés (Pan troglodytes verus) qui se servent de pierres comme outils s'y trouvent également. Sans compter une richesse en chauve-souris du mont Nimba évaluée à 97 espèces dont fait partie la chauve-souris Hipposideros lamottei. 
La flore de la réserve est très importante avec une forêt dense couvrant la base du massif jusqu'à 1 000 m d’altitude, remplacée plus haut par une forêt montagnarde riche en épiphytes. On y recense plus de 2 000 espèces de plantes vasculaires, dont plusieurs endémiques ou quasi endémiques. 

## Intégrité
Le bien inclut la presque totalité du massif de Nimba situé en Guinée et Côte d'lvoire. Aujourd’hui la réserve couvre une superficie d’environ 17 540 ha dont 12 540 ha en Guinée et 5 000 ha en Côte d’Ivoire. La partie du massif située sur territoire du Liberia est fortement dégradée du fait d’anciennes activités minières. Le bien comprend donc suffisamment d’habitats nécessaires pour lui conférer son intégrité.
Dans la partie guinéenne, une enclave dans laquelle une exploitation minière se trouve, est directement adjacente au bien. Même si cette exploitation se retrouve ainsi techniquement hors du bien, il reste à démontrer qu’elle est possible sans mettre en cause l’intégrité de ce bien.